# Aplosonyx rufipennis
Aplosonyx rufipennis es un coleóptero de la familia Chrysomelidae. Fue descrita científicamente por primera vez en 1892 por Duvivier.